# Borshchiv
Borshchiv (em ucraniano:  Борщів, em russo:  Борщёв, em polonês/polaco:  Borszczów) é uma cidade da Ucrânia, situada no Oblast de Ternopil. Tem 3 km² de área e sua população em 2020 foi estimada em 11.077 habitantes.